# Фонд защиты демократий
Фонд защиты демократий (англ. Foundation for Defense of Democracies, сокр. FDD) — американский аналитический центр, занимающийся вопросами внешней политики и национальной безопасности, расположенный в Вашингтоне, округ Колумбия. Фонд был основан в 2001 году в ответ на террористические атаки 11 сентября.

## История
Фонд защиты демократий был основан в 2001 году группой учёных и общественных деятелей. Организация занимается исследованиями и аналитикой в области внешней политики, национальной безопасности, терроризма и противодействия терроризму, а также экономической санкционной политики.

## Руководство
Основателем и президентом FDD является Клиффорд Мэй, ранее работавший репортёром и редактором газеты The New York Times, а с 1997 по 2001 годы — директором по связям с общественностью Национального комитета Республиканской партии. В 2016—2018 годах Мэй входил в Комиссию США по международной религиозной свободе.
Генеральный директор FDD — бывший венчурный инвестор Марк Дубовиц.

## Деятельность
FDD активно участвует в публичных дебатах и выступает с предложениями по вопросам, связанным с внешней политикой и национальной безопасностью. Фонд публикует исследования, организует конференции и мероприятия, а также предоставляет экспертные мнения и комментарии для СМИ.
Фонд защиты демократий поддерживает конфронтационный подход к Китаю, России и другим странам, таким как Иран, который, по оценке FDD, представляет собой угрозу гегемонии США в мире; в частности, фонд выступал против ядерной сделки с Ираном. Он также выступает против концепции российской сферы влияния в Восточной Европе, оценивая деятельность России как «империалистическую агрессию».
Фонд выступает за поддержку Израиля, а также Украины в её войне с Россией.

## Финансирование
Фонд защиты демократий финансируется за счёт пожертвований частных лиц и организаций.